# Институт тибетской медицины и астрологии Мен-ци-кханг
Институт тибетской медицины и астрологии Мен-ци-кханг (тиб. བོད་ཀྱི་སྨན་རྩིས་ཁང་, Вайли bod kyi sman rtsis khang) — учреждение, расположенное в Дхарамсале, Химачал Прадеш, Индия, основной целью создания является оказание медицинской помощи и сохранение тибетской культуры: традиционной медицины и астрологии.

## Описание
Первый институт Мен-ци-кханг был основан в 1916 году в Лхасе Далай-ламой XIII. 23 марта 1961 года по инициативе Далай-ламы XIV он был восстановлен в Индии в Дхарамсале Еши Донденом (Yeshi Dhonden) и Лодо Гьяцо (Lodoe Gyatso), которые возглавили соответственно отдел медицины и астрологии.
Институт готовит докторов тибетской медицины, оказывает доступную медицинскую помощь, имеет госпиталь с отделениями по всей Индии, фармацевтический и другие отделы.
Институт издаёт ежегодный астрологический альманах (lo-tho), представляющий собой сборник информации для тибетской астрологии (эфемериды) и официальный тибетский календарь.
В институте имеется коллекция уникальных экспонатов из разрушенных монастырей Тибета:
- 37 древнейших медицинских трактатов,
- более 80 образцов буддийской иконографии, иллюстраций к текстам по медицине и астрологии,
- 15 древних медицинских инструментов,
- около 200 образцов лекарственных средств.